# Torquato Rossini
Torquato Rossini (18 novembre 1897 – Parma, 8 luglio 1987) è stato un dirigente sportivo e calciatore italiano, di ruolo difensore.

## Carriera

### Giocatore
Esordisce con la maglia del Parma nella stagione 1919-1920, nella quale disputa 6 partite in Promozione (la seconda serie dell'epoca). L'anno successivo fa il suo esordio in massima serie, giocando 10 partite senza mai segnare. Gioca in Prima Categoria anche nel corso della stagione 1921-1922 (chiusa con 11 presenze), mentre nella stagione 1922-1923 gioca 12 partite in Seconda Divisione. Gioca in questa categoria anche nella stagione 1923-1924 (13 presenze senza gol) e nella stagione 1924-1925, nella quale contribuisce alla vittoria del campionato (con conseguente ritorno in massima serie dopo tre anni) giocando stabilmente da titolare e disputando altre 20 partite.

### Dirigente
Parallelamente all'attività calcistica ricoprì per diversi anni dei ruoli dirigenziali nel Parma; nel 1919 fu, insieme ad Ugo Betti, l'ideatore della maglia bianca con croce nera sul petto usata dal Parma.

## Palmarès

### Club

#### Competizioni nazionali
- Seconda Divisione: 1

Parma: 1924-1925